# Liolaemus canqueli
Liolaemus canqueli este o specie de șopârle din genul Liolaemus, familia Tropiduridae, descrisă de Cei 1975. Conform Catalogue of Life specia Liolaemus canqueli nu are subspecii cunoscute.